# Menil-Favay
Menil-Favay is een dorp in de gemeente Hotton in de Belgische provincie Luxemburg. Het dorp bevindt zich 2 kilometer ten zuiden van Hotton, op de rand van de Calestienne.
Deelgemeenten: Fronville · Hampteau · Hotton · Marenne

Overige dorpen: Bourdon · Deulin · Fasol · Melreux · Menil-Favay · Monville · Monteuville · Ny · Werpin

Belgische gemeenten · Arrondissement Marche-en-Famenne · Luxemburg · Wallonië